# Torre della BCEAO
La torre della BCEAO (in francese Tour de la BCEAO) è un grattacielo della capitale maliana Bamako. È situato nel distretto conosciuto come Commune III.
Ospita la sede di Bamako della Banca centrale degli Stati dell'Africa Occidentale (BCEAO).

## Storia
Completato nel 1994, è stato realizzato in stile neo-sudanese.